# わが子よ
『わが子よ』（わがこよ）は、TBS「花王 愛の劇場」枠にて1981年から1986年にかけて放送された日本の昼ドラマのシリーズの1つである。
ごく普通の家族に起きたさまざまな不幸な出来事を乗り越えるため、家族や周囲の人々が支え合う姿を描く。

## 各シリーズの概要
放送期間は、基本的に小学校 - 高等学校の夏休み期間と重なっており、初回は、1981年と1982年が7月の第1月曜日、1983年と1984年が7月の最終月曜日、1985年が7月の第4月曜日、1986年が7月の第3月曜日となっていた。ただし、1981年と1982年は序盤が夏休み期間中から外れていた他、1983年は最後の2話、1984年は終盤が夏休み期間中から外れていた。第3～第6シリーズにおける基本的な放送期間は、以降の夏休み期間中に放送される作品（「ラブの贈りもの」シリーズや「大好き!五つ子」シリーズなど）にも継承される。
母親役は、全シリーズを通して小林千登勢が務めた他、主人公の少女役は、第1・第2シリーズが高部知子、第3～第5シリーズが星谷和美、第6シリーズが若林志穂がそれぞれ務めた。タイトル題字も小林が執筆した。
福島県では、第1～第3シリーズは福島テレビ（1983年3月まではTBS系列・フジテレビ系列、1983年4月以降はフジテレビ系列）で、第4～第6シリーズはテレビユー福島で放送され、福島テレビにおける「花王 愛の劇場」作品の全話同時ネットは第3シリーズが最後となった（第3シリーズの次作品である「家族づくり」は、福島テレビでは第21話から遅れネットに変更）。
第1シリーズ
テニス部に所属する中学3年生・美樹が骨肉腫と診断され、右腕を切断。その後、第一志望の高校に合格した直後に癌が肺に転移していた事が発覚。そのことに絶望してわがままを言っていたが、やがて強く生きていく。
第2シリーズ
父親が通勤途中に暴走族のバイクにはねられ、帰らぬ人に。長女は定時制高校へ通いながらアルバイトを行い家計を支える事になるが、弟2人は親戚へ預けられることに。弟2人は預けられた先で冷遇されたと同時に親戚のいじめに逢い、さらには唯一の理解者であった祖母も病死してしまう。母親は遺された3人の子供たちとともに生きていく。
第3シリーズ
マラソンが得意な少女・碧に襲う慢性腎不全。腎摘出により週数回、1回数時間に及ぶ人工透析、運動・食事制限を余儀なくされる。娘が病と知り、かつて離婚した父が突然現われ腎移植を申し出る。別れた元夫からの提供に家族は最初反対するが娘を助けたい父の熱い想いを受け止め移植にかけてみることに。しかし父からの移植は拒絶反応が激しく摘出される。落胆する少女にみかねた母が胃潰瘍になりながらも娘のために腎臓提供を決意し移植手術は無事成功。後にロッテリアでアルバイトしながら定時制高校へ通い、一度はあきらめかけたマラソンへの情熱を取り戻す。
第4シリーズ
交通事故により死の淵をさまよったある少女の実話をドラマ化。作家・鶴島三重が書き下ろした原作本が話題になった。水泳が得意な中学生・あずみは、高校合格の喜びを一刻も早く祖母に伝えるため交差点を渡った先にある公衆電話へ一目散に駈けるが、左折するダンプカーにはねられ瀕死の重傷を負う。家族の必死の願いが通じたのか奇跡的に一命をとりとめるが、長期間植物状態となる。意識回復後も運動機能、言語機能など重い後遺症が残るが、家族の支えや心やさしい理学療法士と出会いを通じてリハビリに懸命に取り組むが、またしても悪夢があずみに襲い掛かる。歩道を歩くあずみに１台のオープンカーが停車中のトラックの脇道から突進してあずみを撥ねた。撥ねた者は、見習いの医師だった。だが、奇跡的に意識を取り戻したあずみは、亡き父と同様に油絵に夢中になり、亡き父の友人・野間に褒められる。また、母に内緒で水泳を再び始め活力を取り戻す。
第5シリーズ
骨肉腫と闘ったある少女・みづきとその母親の物語。柔道が得意なみづきは足に激痛を感じる。詳しい検査の結果10万人に1人の難病の骨肉腫だった。主治医は母親に即切断を進めるがわが子を想う母の気持ちが通じひとまず本人には病名を告知せずに温存治療を行う。一旦は病魔に打ち勝ったかにみえたが、やがて再発し、膝上からの切断を余儀なくされる。が、柔道の代わりに生きがいを見つけたみづきは、TVで外国人が義足を着けてマラソンをする姿を見てみづき自身も義足を着けてマラソンを志す。
第6シリーズ
バレーボールが得意な中学生・さつきは不良グループに絡まれている友人を助けるため体を張って守るが、不良グループに投げ飛ばされ運悪く岩に後頭部を強打し倒れ込む。緊急手術の甲斐なく若くして中途失明してしまう。さつきは盲導犬と出会い、盲導犬と信頼関係を築いていく。

## 放送期間
| シリーズ | タイトル    | 放送期間                | 回数   |
| -------- | ----------- | ----------------------- | ------ |
| 1        | わが子よ    | 1981年7月6日 - 8月28日  | 全45話 |
| 2        | わが子よII  | 1982年7月5日 - 8月27日  | 全40話 |
| 3        | わが子よIII | 1983年7月25日 - 9月2日  | 全30話 |
| 4        | わが子よIV  | 1984年7月30日 - 9月14日 | 全35話 |
| 5        | わが子よV   | 1985年7月22日 - 8月30日 | 全30話 |
| 6        | わが子よVI  | 1986年7月21日 - 8月29日 | 全30話 |

## キャスト
- 小林千登勢
- 前田昌明
- 高部知子
- 井田州彦（現・井田國彦）
- 美木良介
- 星谷和美
- 天田俊明
- 北村昌子
- 早川保
- 塚本信夫
- 三上真一郎
- 若林志穂（現・若林しほ）
- 川上夏代
- 曽根清美
- 片桐肇
- 三好美智子
- 小栗一也
- 内田稔

## スタッフ
- プロデューサー - 松本昭三、森清和夫]第6シリーズのみ）／井上博（TBS）
- 演出 - 今井雄五郎、日高武治（第3シリーズ・第4シリーズ・第5シリーズ）、奥村正彦（第4シリーズ・第6シリーズ）
- 脚本 - 鶴島光重
- 音楽 - 渡辺岳夫
- 制作 - 東京映画（第4シリーズ～第6シリーズは東京映画新社）、TBS

## 主題歌
第1シリーズ
『天使のひとりごと』
作詞・作曲 - 広谷順子 / 編曲 - 松任谷正隆 / 歌 - 広谷順子
第2シリーズ
『青空天使』
作詞 - 高田ひろお / 作曲 - 青山八郎 / 編曲 - 河野土洋 / 歌 - 八木美代子
第3シリーズ
『翼ひろげて』
歌 - 紙ふうせん
第4シリーズ
『20才の前で』
作詞 - 茅野遊 / 作曲 - 小椋佳 / 編曲 - 若草恵 / 歌 - 三田寛子
第5シリーズ
『心のままに〜I'm just a lady〜』
作詞・作曲 - あらい舞 / 編曲 - 萩田光雄 / 歌 - 荻野目洋子
第6シリーズ
『輝きたいの』
作詞 - 内藤綾子 / 作曲 - 小林明子 / 編曲 - 川口真 / 歌 - 中林由香